# Baltschieder
Baltschieder é uma comuna da Suíça, no Cantão Valais, com cerca de 1.128 habitantes. Estende-se por uma área de 31,4 km², de densidade populacional de 36 hab/km². Confina com as seguintes comunas: Ausserberg, Blatten, Eggerberg, Lalden, Mund, Naters, Raron, Visp.
A língua oficial nesta comuna é o Alemão.